# Бульвар Осман
 Бульвар Осман (фр. Boulevard Haussmann) — паризький бульвар, названий так на честь барона Османа, під керівництвом якого в середині XIX століття була проведена перепланування Парижа і створені паризькі бульвари.
Бульвар Осман має довжину 2 530 м й майже повністю перетинає 9-ий та 8-ий округи Парижа. Починається в кварталі, де розташовані осідки найбільших банків й перетинає квартали, де переважно розташовані офісні приміщення та великі магазини (див. Галерея Лафаєт).

## Визначні будинки
- № 14 — редакція щоденної французької газети Ле Фігаро;
- № 67 — тут з 1910 до середини XX століття розташовувалася компанія «Сосьєте Женераль» з виробництва динаміту, заснована 1885 року Полем Барбі та Альфредом Нобелем[2];
- № 81 — Садиба французького історика Едгара Мареза (1848—1926)[3][4];
- № 102 — прибутковий будинок. Тут в 6-кімнатних апартаментах на 2-му поверсі з 1907 до 1919 року мешкав Марсель Пруст;
- № 103 — художня галерея Альфреда Дабера;
- № 117 — садиба доктора Лаббе в стилі неоренесансу;
- № 134 — житловий будинок на розі з Авеню-де-Мессін. Тут розташовувався магазин Sutton, який продавав лівреї для домашньої прислуги. На верхніх поверхах проживала Женев'єв Алеві (1849—1926), дружина французького композитора Жоржа Бізе, після її одруження з адвоката Ротшильдів Емілі Строс. «Салон Женев'єви» описаний Марселем Прустом у романі «У пошуках утраченого часу» як салон Германтів. У цьому салоні бували актор та романіст Людовик Алеві, Анрі Мельяк, Едґар Деґа, Поль Бурже, Жуль Леметр, Поль Ервье, Жорж де Порто-Ріш, Антуан де Гандер, Роберт де Монтеск'ю, а також політик Леон Блюм, комедіанти Люсьєн Гітрі, Режан, Емма Кальве, багато французьких та іноземні аристократи.
- № 136 — осідок вигаданої терористичної організації SPECTRE з фільмів про Джеймса Бонда;
- № 158 — 158bis — Музей Жакмар-Андре;
- № 162 — житловий будинок. Тут жив і помер Андре Бек де Фукьєр (1874—1959), публіцист та громадський діяч. На будинку розташована меморіальна дошка на згадку про нього;
- № 169 — житловий будинок. Тут жила і померла французька співачка Опери Марі-Габріель Кросс (1842—1906);
- № 184 — садиба графа де Дюранті;
- № 190 — консулат Гаїті.

## Будинок Марселя Пруста

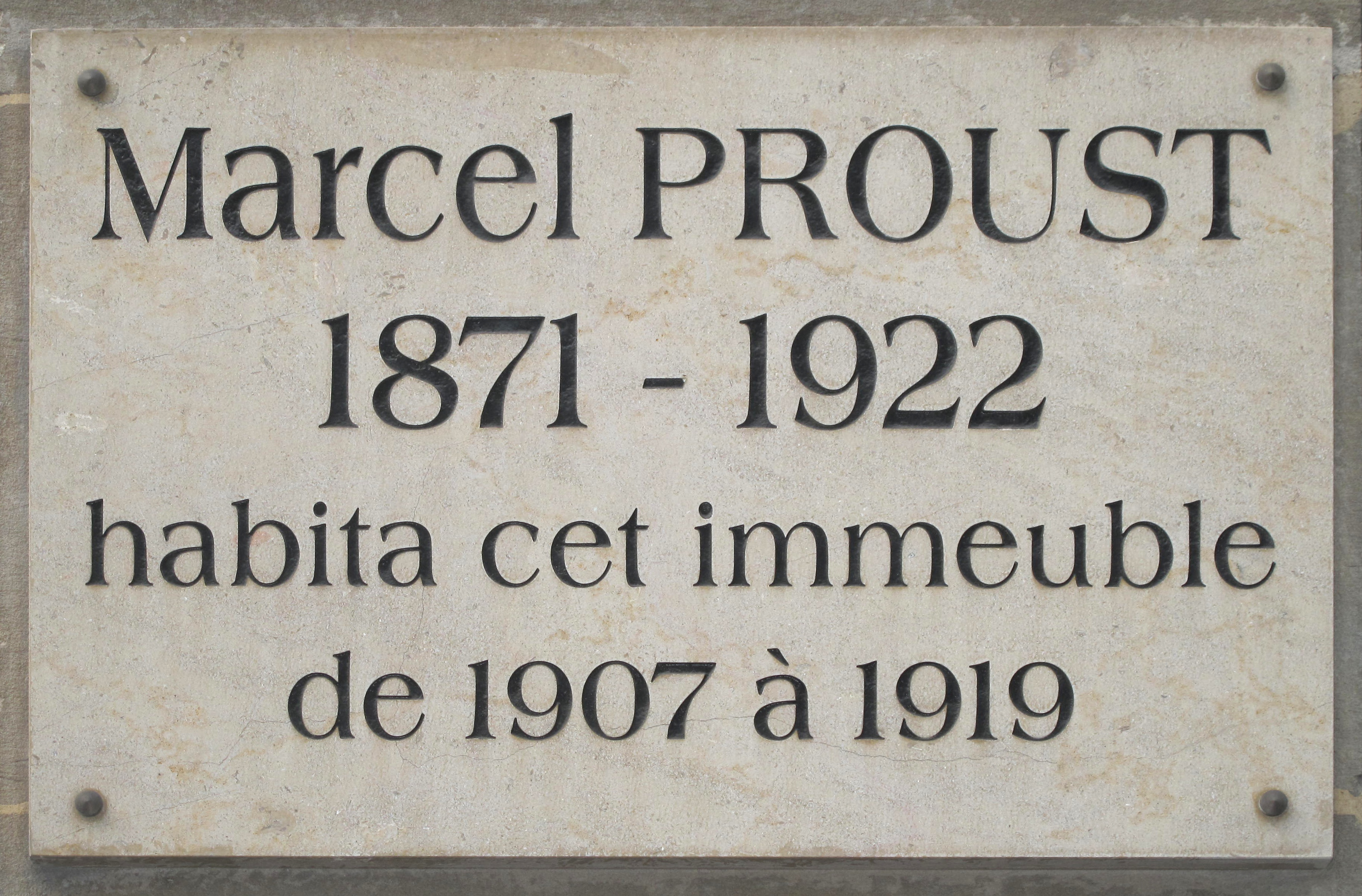
102, Bd Haussmann

- № 102 : у цьому будинку з 1907 по 1919 роки мешкав французький письменник Марсель Пруст (1871–1922). Сюди він переїхав після смерті батьків 27 грудня 1907 року. Квартира була розташована на третьому поверсі й мала 6 кімнат. Саме тут Пруст писав свій роман-епопею «У пошуках втраченого часу». На будинку № 102 встановлено меморіальну дошку.